# Putnikovo, Banatul de Sud
Putnikovo (maghiară Torontálputnok) este o localitate în Districtul Banatul de Sud, Voivodina, Serbia.